# مجزرة برج السلام
مجزرة برج السلام، هي مجزة وقعت في غزة في حرب عام 2014 ، عندما قصف الطيران الحربي الإسرائيلي برجا سكنيا في مدينة غزة فاستشهد 11 فلسطينيا نحو 75 بجروح.

## المجزرة
في مساء 21 ايار 2014 وفي وقت الإفطار الرمضاني قصفت الطائرات الإسرائيلية  بناية برج السلام وسط مدينة غزة، واستهدفت قذائفها الطوابق الرابع والخامس والسادس من برج السلام الملاصق لبرج الإسراء السكني وسط مدينة غزة المكون من 11 طابقا، فقتلت 11 فلسطينيا بينهم 5 أطفال على الأقل وسيدتان، وأصيب نحو 75 بجروح وصف بعضها بالخطير. وانهار جزء من البرج في وقت لاحق من القصف.
من بين الضحايا عائلة الكيلاني التي تحمل الجنسية الألمانية، وقد قتل منها الأم والأب وجميع الأطفال.
عرف من بين شهداء مجزرة برج السلام:
إبراهيم ديب احمد الكيلاني 53 عاما
ياسر إبراهيم ديب الكيلاني 8 اعوام
الياس إبراهيم ديب الكيلاني 4 اعوام
سوسن إبراهيم ديب الكيلاني 11 عاما
ريم إبراهيم ديب الكيلاني 12 عاما
تغريد شعبان محمد الكيلاني 45 عاما
عايدة شعبان محمد درباس 47 عاما
محمود شعبان محمد درباس 37 عاما